# 9995 Alouette
9995 Alouette è un asteroide della fascia principale. Scoperto nel 1960, presenta un'orbita caratterizzata da un semiasse maggiore pari a 2,3894911 UA e da un'eccentricità di 0,1623093, inclinata di 2,31754° rispetto all'eclittica.